# HMS Imogen (D44)
HMS Imogen var en jagare av I-klass som byggdes för Royal Navy i mitten av 1930-talet. Under det spanska inbördeskriget 1936-1939 hjälpte fartyget till att upprätthålla den vapenblockad som Storbritannien och Frankrike infört på båda sidor som en del av Medelhavsflottan. Efter andra världskrigets utbrott överfördes fartyget till Home Fleet och deltog i den norska kampanjen i april 1940. Imogen sänkte två tyska ubåtar innan hon själv sjönk efter en oavsiktlig kollision i juli 1940.

## Beskrivning
Fartygen i I-klassen var förbättrade versioner av den tidigare H-klassen. Deras deplacament var 1 390 ton vid standardlast och 1 918 ton vid fullast. Fartygen hade en total längd på 98,5 meter, en bredd på 10,1 meter och ett djupgående på 3,8 meter. De drevs av två Parsons-ångturbiner, som var och en drev en propelleraxel, med ånga från tre Admirality-pannor. Turbinerna utvecklade totalt 34 000 hästkrafter (25 000 kW) och var avsedda att ge en maximal hastighet på 35,5 knop (65,7 km/h). Imogen nådde bara en hastighet på 33,8 knop (65,7 km/h) med 34 268 shp (25 554 kW) under provseglingarna. Fartygen hade tillräckligt med bränsle ombord för att ge dem en räckvidd på 5 500 nautiska mil (10 200 km) vid 15 knop (28 km/h). Besättningen bestod av 145 officerare och sjömän.
Fartygen hade fyra 12 cm Mark IX-kanoner i enkelmontage, betecknade "A", "B", "X" och "Y" från för till akter. För luftvärn hade de två fyrdubbla fästen för 12,7 mm Vickers Mark III-kulsprutor. I-klassen var utrustad med två femdubbelt monterade torpedtuber ovan vattenytan för 53,3 cm torpeder. En sjunkbombsräls och två sjunkbombskastare var monterade; 16 sjunkbomber fanns ursprungligen, men detta ökades till 35 strax efter krigets början. I-klassens jagare var utrustade med ASDIC-sonarsystemet för att lokalisera ubåtar under vattnet.

## Konstruktion
Fartyget beställdes den 30 oktober 1935 från Hawthorn Leslie i Hebburn enligt 1935 års marinprogram. Hon kölsträcktes den 18 januari 1936, sjösattes den 30 december 1936, som det sjunde Royal Navy-fartyget att bära detta namn,] och färdigställdes den 2 juni 1937, till ett kontraktspris på 256 917 pund, exklusive artiklar som levererats av Amiralitetet, såsom vapen och kommunikationsutrustning.

## Tjänstgöring
Imogen tilldelades den 3:e jagarflottiljen i Medelhavsflottan när hon togs i bruk och var inledningsvis baserad på Malta. Hon överfördes till Gibraltar och patrullerade spanska vatten för att upprätthålla icke-interventionskommitténs beslut under 1938. Fartyget genomgick en kort renovering på Malta mellan den 17 oktober och 28 november 1938 och ytterligare en på Sheerness Dockyard i augusti 1939.
I början av andra världskriget återvände Imogen till Medelhavet den 3 september, men hon överfördes till Western Approaches Command för konvojeskortuppdrag två dagar senare när Italien inte gick med i kriget.
Tillsammans med hela 3:e jagarflottiljen överfördes fartyget till Home Fleet i oktober.
- Tillsammans med sitt systerfartyg Ilex sänkte hon den tyska ubåten U-42 den 13 oktober efter att ubåten försökt sänka fraktfartyget SS Stonepool.
- När Imogen eskorterade handelsfartyg till Barry räddade hon överlevande från fartygen Louisiane och Bretagne.
- Hon rustades upp i Liverpool mellan den 20 oktober och 7 november 1939 och återförenades sedan med Home Fleet.
- Följande månad kom fartyget till hjälp för det torpederade slagskeppet Barham utanför Butt of Lewis den 28 december[8].
- Tillsammans med sin syster Inglefield och jagaren Escort sänkte Imogen U-63 efter att den hade upptäckts av den brittiska ubåten Rorqual den 25 februari 1940[9].
- Under den norska kampanjen sökte fartyget utan framgång efter tyska fartyg, eskorterade fartyg från Home Fleet och truppfartyg som transporterade norska arméenheter från Kirkenes och Alta till Sjøvegan i mitten av april.[10]
- I mitten av juni eskorterade hon hangarfartyget Illustrious till Bermuda för övning.

## Sänkning
Utanför Duncansby Head under natten den 16 juli 1940 kolliderade Imogen med den lätta kryssaren Glasgow i tjock dimma i Nordsjön på väg mot Scapa Flow. Hon blev svårt skadad, fattade eld och sjönk vid position 58°34′N 02°54′W. Glasgow räddade 10 officerare och 125 sjömän. 19 män omkom i kollisionen.